# Meriania hernandoi
Meriania hernandoi là một loài thực vật có hoa trong họ Mua. Loài này được L. Uribe mô tả khoa học đầu tiên năm 1969.